# Mystacoleucus
Mystacoleucus is een geslacht van straalvinnige vissen uit de familie van karpers (Cyprinidae).

## Soorten
- Mystacoleucus argenteus (Day, 1888)
- Mystacoleucus atridorsalis Fowler, 1937
- Mystacoleucus chilopterus Fowler, 1935
- Mystacoleucus ectypus Kottelat, 2000
- Mystacoleucus greenwayi Pellegrin & Fang, 1940
- Mystacoleucus lepturus Huang, 1979
- Mystacoleucus marginatus (Valenciennes, 1842)
- Mystacoleucus padangensis (Bleeker, 1852)